# Phú Yên (phường)
Phú Yên là một phường thuộc tỉnh Đắk Lắk, Việt Nam.

## Lịch sử
Ngày 16 tháng 6 năm 2025, Ủy ban Thường vụ Quốc hội ban hành Nghị quyết số 1660/NQ-UBTVQH15 về việc sắp xếp các đơn vị hành chính cấp xã của tỉnh Đắk Lắk năm 2025. Trong đó, hợp nhất các phường Phú Đông, Phú Lâm, Phú Thạnh, xã Hòa Thành, một phần phường Hòa Hiệp Bắc và một phần xã Hòa Bình 1 thành phường Phú Yên.